# David Holmqvist
David Holmqvist, född 23 april 1984 i Skellefteå, är en svensk ishockeyspelare (back). Han har Bolidens FFI som moderklubb och har också spelat i Modo Hockey, Skellefteå AIK på juniornivå och som senior bland annat i Skellefteå AIK, Uppsala HC, Almtuna IS och Växjö Lakers.
Holmqvist har även representerat Sverige i J18 VM året 2002.